# Pedro the Lion
Pedro the Lion byla indie rocková skupina ze Seattlu. V roce 1995 ji založil David Bazan, který byl také její hlavní tvůrčí silou.

## Diskografie

### Alba
- It's Hard to Find a Friend – Made In Mexico/Jade Tree – 1998
- Winners Never Quit – Jade Tree – 2000
- Control – Jade Tree – 2002
- Achilles Heel – Jade Tree – 2004

### EPs
- Whole EP – Tooth & Nail – 1997
- The Only Reason I Feel Secure – Made In Mexico / Jade Tree – 1999
- Progress – Suicide Squeeze – 2000
- Tour EP '04 – Self-released / Jade Tree – 2004

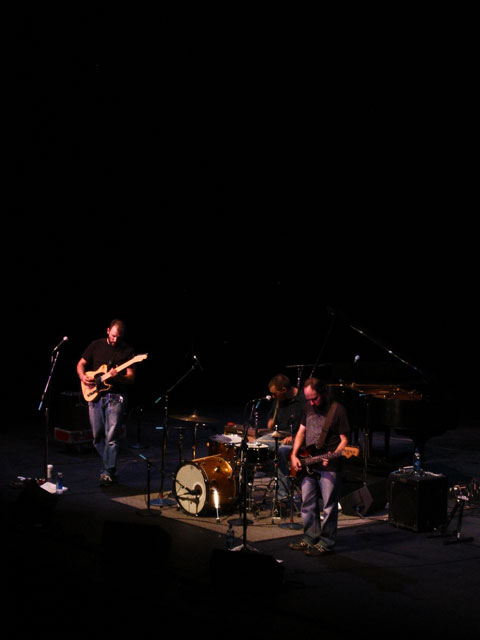
Pedro the Lion v roce 2004, vpravo Bazan hraje na kytaru

- Stations – 2004

### Kompilace
- „The Longer I Lay Here“ (live) – Exploitation of Sound Vol. 1 – Hero Music – 1999
- „Breadwinner You“ – The Unaccompanied Voice : An A Capella Compilation – Secretly Canadian – 1998
- „Rapture“, „Backwoods Nation“ – Location Is Everything Vol. 1 – Jade Tree – 2002
- „I Do“ (live) – Location Is Everything Vol. 2 – Jade Tree – 2004
- „I Heard the Bells On Christmas Day“ (nové ztvárnění) – Maybe This Christmas Tree – Nettwerk – 2004

### Singly
| Název                                                            | Rok  | Vydavatelství                    | Kopie                                        |
| „Big Trucks“                                                     | 1998 | Made In Mexico                   | 1 000                                        |
| „Song A“ / „Song B“ (Sub Pop Singles Club)                       | 1999 | Sub Pop                          | 1 300                                        |
| „Helicopter“                                                     | 1999 | Homemade Recordings *neoficiální | 1 000: 250 červený vinyl, 750 černý vinyl    |
| „Progress“ / „A Guitar for Janie“                                | 2000 | Suicide Squeeze                  | 2 000: černý vinyl + story book              |
| „I Heard the Bells on Christmas Day“                             | 2002 | Suicide Squeeze                  | 1 500: 500 zelený vinyl, 1 000 červený vinyl |
| „The Poison Makes“ / „Walk Slow“ (Pedro the Lion / Seldom split) | 2003 | Bedside Recordings               | 500                                          |
| „The First Noel“                                                 | 2003 | Suicide Squeeze                  | 3 000: bílý vinyl                            |
| „God Rest Ye Merry Gentlemen“                                    | 2005 | Suicide Squeeze                  | 2 000: mramorovaný vinyl                     |

## Obsazení
| Člen              | Nástroje                                           | Období                | Příbuzná témata                                                      |
| David Bazan       | zpěv, kytara, baskytara, bicí, syntezátor, perkuse | 1997–2005             | Headphones, The Undertow Orchestra, Unwed Sailor, další              |
| Benjamin Brubaker | bicí                                               | 1998-1999, 2003       | Damien Jurado, Denison Witmer                                        |
| Jeremy Dybash     | bicí                                               | 1998                  | Velour 100                                                           |
| Johnathon Ford    | baskytara                                          | 1998                  | Unwed Sailor                                                         |
| Casey Foubert     | bicí, klávesy                                      | 2001–2004             | Seldom, Crystal Skulls, Sufjan Stevens                               |
| Ben Gibbard       | baskytara                                          | 2000                  | Death Cab For Cutie, The Postal Service, ¡All-Time Quarterback!      |
| Josh Golden       | baskytara                                          | 1998–2000             | Damien Jurado                                                        |
| Frank Lenz        | bicí                                               | 2004–2005             | Starflyer 59, Headphones, Fold Zandura, The Lassie Foundation, další |
| Ken Maiuri        | baskytara                                          | 2004–2005             | The Mammals, The Soft Drugs, Mark Mulcahy                            |
| Trey Many         | bicí, baskytara, kytara                            | 1998, 2000–2001, 2005 | Velour 100, Starflyer 59, His Name Is Alive                          |
| Yuuki Matthews    | klávesy                                            | 2000–2001             | Seldom, Crystal Skulls, Sufjan Stevens, The Shins                    |
| James McAlister   | klávesy, perkuse, bicí                             | 2004                  | Ester Drang, Sufjan Stevens, Denison Witmer                          |
| Paul Mumaw        | bicí                                               | 1998                  | Rose Blossom Punch                                                   |
| Brian Olson       | bicí                                               | 1997                  |                                                                      |
| Nick Peterson     | kytara                                             | 1997–1999             | Fleet Foxes, Headphones                                              |
| Tim Schiefer      | kytara                                             | 1997                  |                                                                      |
| Travis Smith      | baskytara                                          | 1997                  |                                                                      |
| Tim Walsh         | baskytara, kytara, klávesy, bicí                   | 2000, 2002, 2003–2005 | The Soft Drugs, Headphones                                           |
| Christian Wargo   | kytara                                             | 2003                  | Fleet Foxes, Crystal Skulls, Scientific                              |
| Blake Wescott     | bicí                                               | 1998                  | Seldom, Crystal Skulls, Damien Jurado, Denison Witmer, další         |
| Casey Wescott     |                                                    | 2001                  | Fleet Foxes, The Vogue, Seldom, Crystal Skulls                       |